# Calibre (filme)
Calibre é um filme de suspense britânico de 2018 escrito e dirigido por Matt Palmer.

## Produção e lançamento
O filme esteve em produção por nove anos e começou a ser filmado em novembro de 2016. Em maio de 2018, foi relatado que Calibre havia sido escolhido pela Netflix para distribuição e a primeira estreia mundial seria no Edinburgh International Film Festival. O filme teve sua estreia no festival em 22 de junho do mesmo ano, e o filme foi lançado mundialmente uma semana depois pela Netflix. Calibre também teve um lançamento limitado em cinemas Curzon do Reino Unido entre 21 de outubro e 16 de novembro.

## Recepção
Em geral, Calibre recebeu críticas positivas. No site Rotten Tomatoes, o filme possui uma classificação de aprovação de 95% baseado em 19 análises, com uma classificação média de 7,4/10. O Metacritic atribui ao filme uma classificação média ponderada de 76 em 100, com base em 7 análises, indicando "críticas geralmente favoráveis".

## Prêmios e indicações
| Prêmio                                | Data da cerimônia     | Categoria                       | Recipiente    | Resultado | Ref.   |
| ------------------------------------- | --------------------- | ------------------------------- | ------------- | --------- | ------ |
| Edinburgh International Film Festival | 22 de junho de 2018   | Melhor Filme Britânico          | Calibre       | Venceu    | [ 10 ] |
| British Academy Scotland Awards       | 4 de novembro de 2018 | Melhor Diretor (Ficção)         | Matt Palmer   | Indicado  | [ 11 ] |
| British Academy Scotland Awards       | 4 de novembro de 2018 | Melhor Ator em Filme            | Tony Curran   | Indicado  | [ 11 ] |
| British Academy Scotland Awards       | 4 de novembro de 2018 | Melhor Ator em Filme            | Jack Lowden   | Venceu    | [ 11 ] |
| British Academy Scotland Awards       | 4 de novembro de 2018 | Melhor Ator em Filme            | Martin McCann | Indicado  | [ 11 ] |
| British Academy Scotland Awards       | 4 de novembro de 2018 | Melhor Escritor Filme/Televisão | Matt Palmer   | Indicado  | [ 11 ] |